# Liriomyza emiliae
Liriomyza emiliae är en tvåvingeart som beskrevs av Seguy 1951. Liriomyza emiliae ingår i släktet Liriomyza och familjen minerarflugor.
Artens utbredningsområde är Madagaskar. Inga underarter finns listade i Catalogue of Life.